# Leichtathletik-Weltmeisterschaften 2005/100 m der Frauen

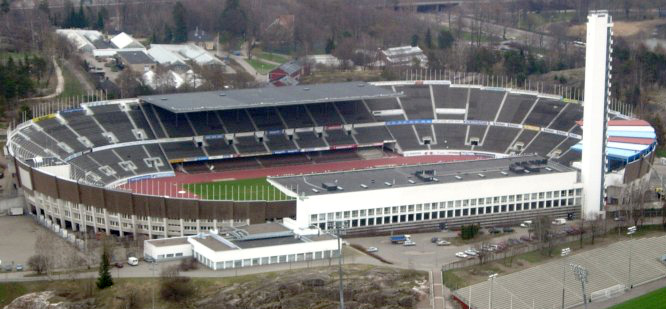
Das Olympiastadion in Helsinki im Mai 2005

Der 100-Meter-Lauf der Frauen bei den Leichtathletik-Weltmeisterschaften 2005 wurde am 7. und 8. August 2005 im Olympiastadion der finnischen Hauptstadt Helsinki ausgetragen.
Weltmeisterin wurde die US-amerikanische Olympiazweite von 2004 und Siegerin der Panamerikanischen Spiele 2003 Lauryn Williams.

Auf den zweiten Platz kam die jamaikanische Olympiadritte von 2004 und aktuelle Olympiasiegerin über 200 Meter Veronica Campbell, die darüber hinaus 2004 Olympiagold und 2000 Olympiabronze mit der 4-mal-100-Meter-Staffel ihres Landes gewonnen hatte.

Bronze ging an die französische Europameisterin von 1998 Christine Arron. Sie errang vier Tage später eine zweite Bronzemedaille über 200 Meter. Außerdem hatte sie mit der Sprintstaffel ihres Landes zahlreiche Medaillen gewonnen: WM-Gold 2003, WM-Silber 1999, WM-Bronze 1997, Olympiabronze 2004 und EM-Gold 1998.

## Bestehende Rekorde
| Weltrekord               | 10,49 s | Florence Griffith-Joyner | Indianapolis, USA           | 16. Juli 1988   |
| Weltmeisterschaftsrekord | 10,70 s | Marion Jones             | WM 1999 in Sevilla, Spanien | 22. August 1999 |

Der bestehende WM-Rekord wurde bei diesen Weltmeisterschaften nicht eingestellt und nicht verbessert.
Es wurden zwei Landesrekorde aufgestellt:
- 12,64 s – Ngerak Florencio (Palau), 3. Vorlauf am 7. August (Wind: −0,1 m/s)
- 12,80 s – Desiree Craggette (Guam), 5. Vorlauf am 7. August (Wind: −1,6 m/s)

## Doping
Wie schon bei den vorangegangenen Weltmeisterschaften wurde die hier im Halbfinale ausgeschiedene Ukrainerin Schanna Block des Dopings überführt und disqualifiziert.
Leidtragende waren die Athletinnen, die sich eigentlich für die jeweils nächste Runde qualifiziert hatten, jedoch dort nicht starten konnten:
- Vida Anim, Ghana – im Viertelfinale ausgeschieden, eigentlich jedoch für das Halbfinale qualifiziert
- Melisa Murillo, Kolumbien – in der Vorrunde ausgeschieden, eigentlich jedoch für das Viertelfinale qualifiziert

## Vorrunde
Die Vorrunde wurde in acht Läufen durchgeführt. Die ersten drei Athletinnen pro Lauf – hellblau unterlegt – sowie die darüber hinaus acht zeitschnellsten Läuferinnen – hellgrün unterlegt – qualifizierten sich für das Viertelfinale.

### Vorlauf 1

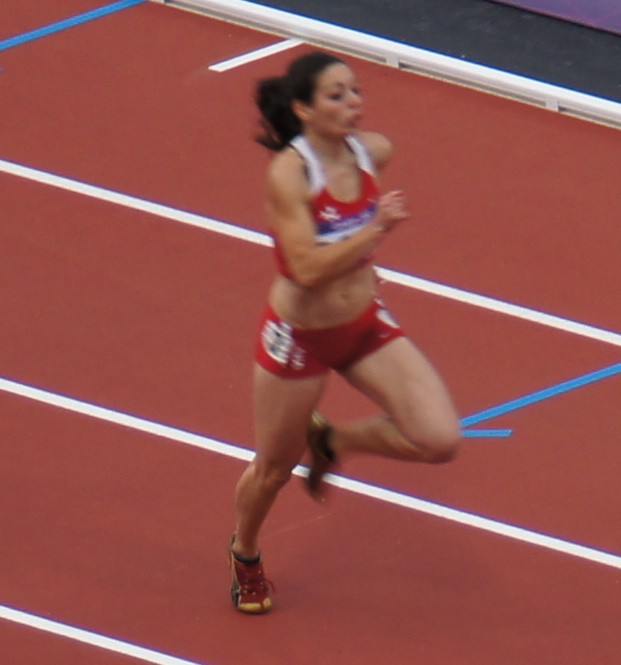
Diane Borgs 12,61 s reichten nicht zur Finalteilnahme

7. August 2005, 14:45 Uhr
Wind: −0,1 m/s
| Platz | Name                   | Nation                 | Zeit (s) |
| ----- | ---------------------- | ---------------------- | -------- |
| 1     | Maria Karastamati      | Griechenland           | 11,40    |
| 2     | Larissa Kruglowa       | Russland               | 11,50    |
| 3     | Sylvie Mballa Éloundou | Kamerun                | 11,59    |
| 4     | Mercy Nku              | Nigeria                | 11,61    |
| 5     | Diane Borg             | Malta                  | 12,61    |
| 6     | Dolores Dogba          | Französisch-Polynesien | 13,44    |
| DNS   | Takilang Kabua         | Marshallinseln         |          |

### Vorlauf 2
7. August 2005, 14:52 Uhr
Wind: −0,4 m/s
| Platz | Name               | Nation                   | Zeit (s)                         |
| ----- | ------------------ | ------------------------ | -------------------------------- |
| 1     | Christine Arron    | Frankreich               | 11,15                            |
| 2     | Julija Neszjarenka | Belarus                  | 11,21                            |
| 3     | Tahesia Harrigan   | Britische Jungferninseln | 11,55                            |
| 4     | Yah Soucko Koïta   | Mali                     | 12,06                            |
| 5     | Pauline Kwalea     | Salomonen                | 13,43                            |
| 6     | Tit Linda Sou      | Kambodscha               | 13,45                            |
| DOP   | Schanna Block      | Ukraine                  | für das Viertelfinale zugelassen |

### Vorlauf 3
7. August 2005, 14:59 Uhr
Wind: −0,1 m/s
| Platz | Name              | Nation                | Zeit (s) |
| ----- | ----------------- | --------------------- | -------- |
| 1     | Sherone Simpson   | Jamaika               | 11,33    |
| 2     | Muna Lee          | USA                   | 11,40    |
| 3     | Manuela Levorato  | Italien               | 11,46    |
| 4     | Delphine Atangana | Kamerun               | 11,59    |
| 5     | Gloria Diogo      | São Tomé und Príncipe | 12,09    |
| 6     | Basma Al-Eshosh   | Jordanien             | 12,37    |
| 7     | Ngerak Florencio  | Palau                 | 12,64 NR |

### Vorlauf 4
7. August 2005, 15:06 Uhr
Wind: −0,1 m/s
| Platz | Name                       | Nation    | Zeit (s) |
| ----- | -------------------------- | --------- | -------- |
| 1     | Chandra Sturrup            | Bahamas   | 11,15    |
| 2     | Lucimar Aparecida de Moura | Brasilien | 11,40    |
| 3     | Marija Bolikowa            | Russland  | 11,41    |
| 4     | Heidi Hannula              | Finnland  | 11,55    |
| 5     | Alenka Bikar               | Slowenien | 11,68    |
| 6     | Kaitinano Mwemweata        | Kiribati  | 13,80    |
| 7     | Severina Chilala           | Angola    | 14,21    |

### Vorlauf 5
7. August 2005, 15:13 Uhr
Wind: −1,6 m/s
| Platz | Name                   | Nation                       | Zeit (s) |
| ----- | ---------------------- | ---------------------------- | -------- |
| 1     | Olga Fjodorowa         | Russland                     | 11,36    |
| 2     | Lauryn Williams        | USA                          | 11,38    |
| 3     | Vida Anim              | Ghana                        | 11,50    |
| 4     | Sylviane Félix         | Frankreich                   | 11,54    |
| 5     | Deysie Natalia Sumigar | Indonesien                   | 11,88    |
| 6     | Desiree Craggette      | Guam                         | 12,80 NR |
| 7     | Marie-Victoire Mboh    | Zentralafrikanische Republik | 13,25    |

### Vorlauf 6
7. August 2005, 15:20 Uhr
Wind: −1,2 m/s
| Platz | Name               | Nation                             | Zeit (s) |
| ----- | ------------------ | ---------------------------------- | -------- |
| 1     | Veronica Campbell  | Jamaika                            | 11,20    |
| 2     | Endurance Ojokolo  | Nigeria                            | 11,40    |
| 3     | Kelly-Ann Baptiste | Trinidad und Tobago                | 11,48    |
| 4     | LaVerne Jones      | Amerikanische Jungferninseln       | 11,63    |
| 5     | Im Wa Cheong       | Macau                              | 13,04    |
| 6     | Evangeleen Ikelap  | Föderierte Staaten von Mikronesien | 13,51    |
| DNS   | Chuang Shu-Chuan   | Chinesisch Taipeh                  |          |

### Vorlauf 7
7. August 2005, 15:27 Uhr
Wind: −1,3 m/s
| Platz | Name                  | Nation         | Zeit (s) |
| ----- | --------------------- | -------------- | -------- |
| 1     | Aleen Bailey          | Jamaika        | 11,52    |
| 2     | Geraldine Pillay      | Südafrika      | 11,60    |
| 3     | Amandine Allou Affoué | Elfenbeinküste | 11,65    |
| 4     | Emma Ania             | Großbritannien | 11,69    |
| 5     | Curlee Gumbs          | Anguilla       | 12,87    |
| 6     | Walentina Meredowa    | Turkmenistan   | 12,87    |
| 7     | Montserrat Pujol      | Andorra        | 13,01    |
| 8     | Christina Maltape     | Vanuatu        | 13,65    |

### Vorlauf 8
7. August 2005, 15:34 Uhr
Wind: −1,0 m/s
| Platz | Name                | Nation        | Zeit (s)                                            |
| ----- | ------------------- | ------------- | --------------------------------------------------- |
| 1     | Me’Lisa Barber      | USA           | 11,32                                               |
| 2     | Kim Gevaert         | Belgien       | 11,36                                               |
| 3     | Oluwatoyin Olupona  | Kanada        | 11,61                                               |
| 4     | Melisa Murillo      | Kolumbien     | 11,71 eigentlich für das Viertelfinale qualifiziert |
| 5     | Tricia Flores       | Belize        | 12,59                                               |
| 6     | Olga Gerasimova     | Tadschikistan | 12,95                                               |
| 7     | Rosa Mystique Jones | Nauru         | 13,16                                               |

## Viertelfinale
Aus den vier Viertelfinalläufen qualifizierten sich die jeweils ersten drei Athletinnen – hellblau unterlegt – sowie die darüber hinaus vier zeitschnellsten Läuferinnen – hellgrün unterlegt – für das Halbfinale.

### Viertelfinallauf 1

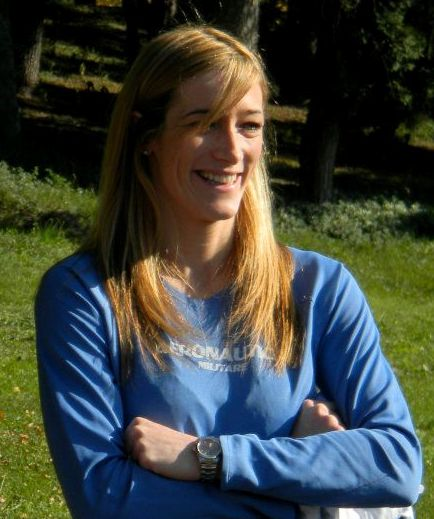
Manuela Levorato schied als Sechste ihres Viertelfinallaufs aus
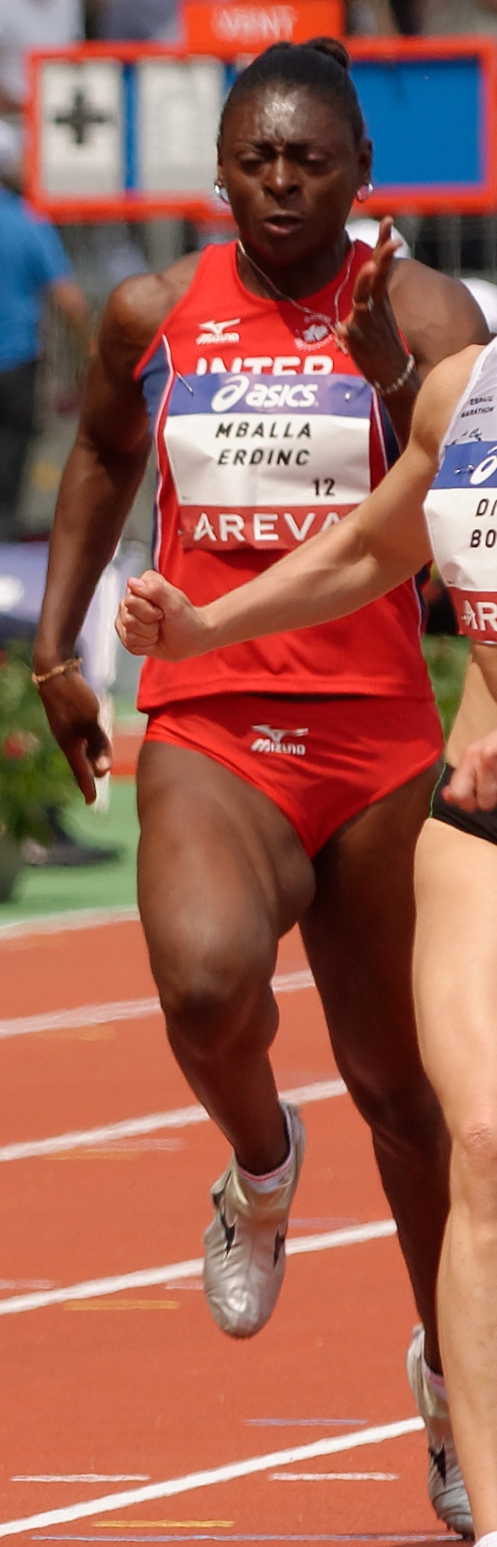
Sylvie Mballa Éloundou – Siebte ihres Rennens und damit nicht im Halbfinale
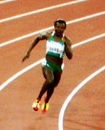
Mercy Nku scheiterte als Achte und Letzte des ersten Laufs im Viertelfinale

7. August 2005, 18:40 Uhr
Wind: −1,2 m/s
| Platz | Name                   | Nation    | Zeit (s) |
| ----- | ---------------------- | --------- | -------- |
| 1     | Veronica Campbell      | Jamaika   | 11,17    |
| 2     | Lauryn Williams        | USA       | 11,22    |
| 3     | Olga Fjodorowa         | Russland  | 11,37    |
| 4     | Geraldine Pillay       | Südafrika | 11,48    |
| 5     | Heidi Hannula          | Finnland  | 11,52    |
| 6     | Manuela Levorato       | Italien   | 11,54    |
| 7     | Sylvie Mballa Éloundou | Kamerun   | 11,55    |
| 8     | Mercy Nku              | Nigeria   | 11,57    |

### Viertelfinallauf 2

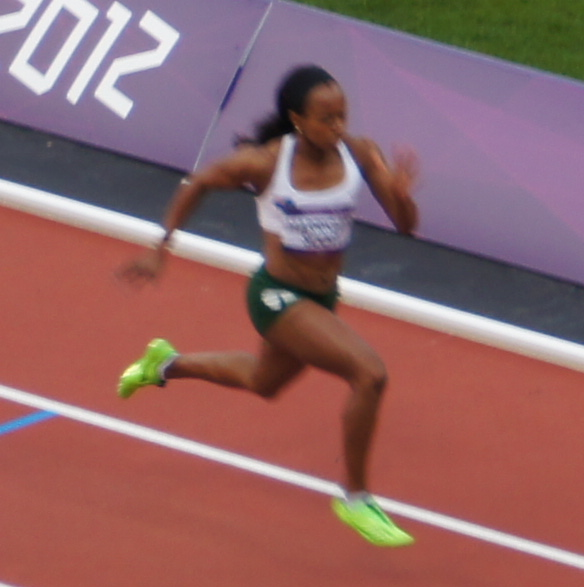
Tahesia Harrigan – als Vierte ihres Viertelfinales ausgeschieden
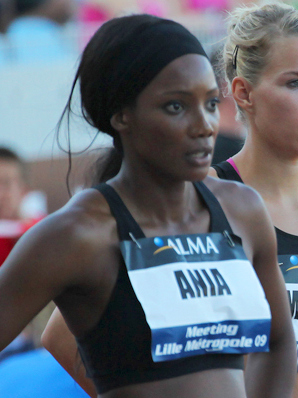
Emma Ania erreichte als Siebte des zweiten Viertelfinales nicht die nächste Runde

7. August 2005, 18:47 Uhr
Wind: −0,8 m/s
| Platz | Name                  | Nation                   | Zeit (s)                      |
| ----- | --------------------- | ------------------------ | ----------------------------- |
| 1     | Christine Arron       | Frankreich               | 11,03                         |
| 2     | Julija Neszjarenka    | Belarus                  | 11,18                         |
| 3     | Aleen Bailey          | Jamaika                  | 11,29                         |
| 4     | Tahesia Harrigan      | Britische Jungferninseln | 11,47                         |
| 5     | Larissa Kruglowa      | Russland                 | 11,56                         |
| 6     | Amandine Allou Affoué | Elfenbeinküste           | 11,57                         |
| 7     | Emma Ania             | Großbritannien           | 11,57                         |
| DOP   | Schanna Block         | Ukraine                  | für das Halbfinale zugelassen |

### Viertelfinallauf 3

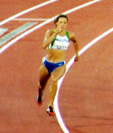
Alenka Bikar blieb als Achte in ihrem Viertelfinale chancenlos

7. August 2005, 18:54 Uhr
Wind: −0,1 m/s
| Platz | Name               | Nation       | Zeit (s) |
| ----- | ------------------ | ------------ | -------- |
| 1     | Chandra Sturrup    | Bahamas      | 11,10    |
| 2     | Muna Lee           | USA          | 11,22    |
| 3     | Kim Gevaert        | Belgien      | 11,25    |
| 4     | Marija Bolikowa    | Russland     | 11,27    |
| 5     | Maria Karastamati  | Griechenland | 11,29    |
| 6     | Sylviane Félix     | Frankreich   | 11,51    |
| 7     | Oluwatoyin Olupona | Kanada       | 11,57    |
| 8     | Alenka Bikar       | Slowenien    | 11,69    |

### Viertelfinallauf 4
7. August 2005, 19:01 Uhr
Wind: −0,1 m/s
| Platz | Name                       | Nation                       | Zeit (s)                                         |
| ----- | -------------------------- | ---------------------------- | ------------------------------------------------ |
| 1     | Sherone Simpson            | Jamaika                      | 11,12                                            |
| 2     | Me’Lisa Barber             | USA                          | 11,15                                            |
| 3     | Lucimar Aparecida de Moura | Brasilien                    | 11,28                                            |
| 4     | Endurance Ojokolo          | Nigeria                      | 11,33                                            |
| 5     | Vida Anim                  | Ghana                        | 11,41 eigentlich für das Halbfinale qualifiziert |
| 6     | Kelly-Ann Baptiste         | Trinidad und Tobago          | 11,42                                            |
| 7     | LaVerne Jones              | Amerikanische Jungferninseln | 11,51                                            |
| 8     | Delphine Atangana          | Kamerun                      | 11,52                                            |

## Halbfinale
Aus den beiden Halbfinalläufen qualifizierten sich die jeweils ersten vier Athletinnen – hellblau unterlegt – für das Finale.

### Halbfinallauf 1

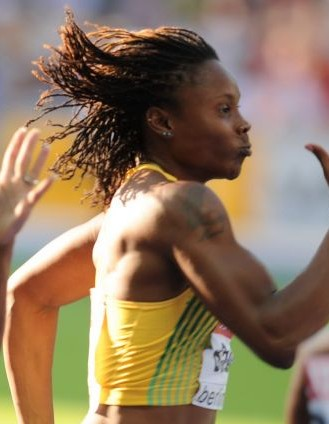
Um einen Rang verpasste Aleen Bailey den Einzug ins Finale
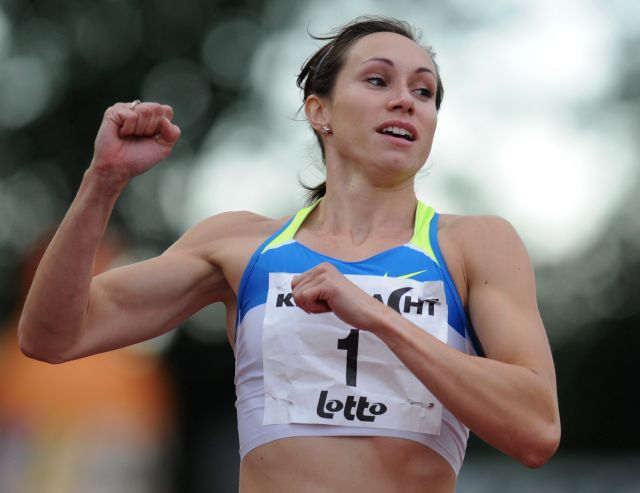
Kim Gevaert, 2002 Vizeeuropameisterin über 100 und 200 Meter, schied als Achte ihres Rennens im Halbfinale aus

8. August 2005, 18:50 Uhr
Wind: +0,4 m/s
| Platz | Name              | Nation     | Zeit (s) |
| ----- | ----------------- | ---------- | -------- |
| 1     | Christine Arron   | Frankreich | 10,96    |
| 2     | Veronica Campbell | Jamaika    | 11,00    |
| 3     | Me’Lisa Barber    | USA        | 11,08    |
| 4     | Muna Lee          | USA        | 11,10    |
| 5     | Aleen Bailey      | Jamaika    | 11,23    |
| 6     | Olga Fjodorowa    | Russland   | 11,27    |
| 7     | Endurance Ojokolo | Nigeria    | 11,30    |
| 8     | Kim Gevaert       | Belgien    | 11,60    |

### Halbfinallauf 2

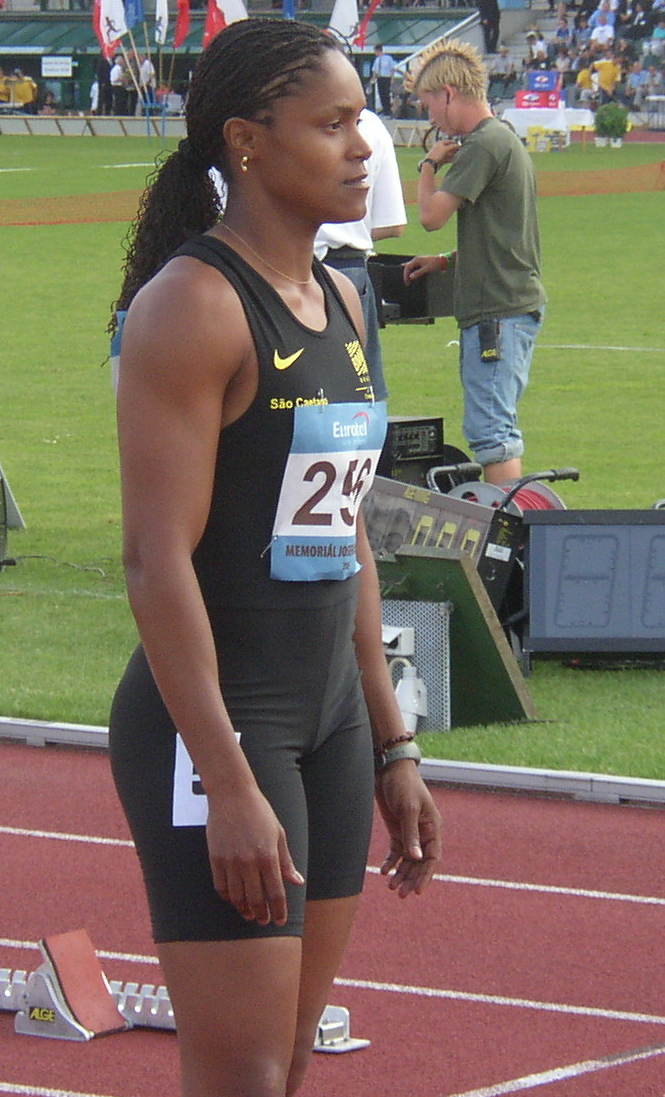
Lucimar Aparecida de Mouras sechster Rang im zweiten Halbfinale war zu wenig, um im Endlauf dabei zu sein
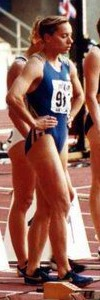
Schanna Block – wie schon bei den Weltmeisterschaften 2003 wegen Dopingbetrugs disqualifiziert

8. August 2005, 18:58 Uhr
Wind: +1,3 m/s
| Platz | Name                       | Nation       | Zeit (s) |
| ----- | -------------------------- | ------------ | -------- |
| 1     | Lauryn Williams            | USA          | 11,03    |
| 2     | Chandra Sturrup            | Bahamas      | 11,09    |
| 3     | Julija Neszjarenka         | Belarus      | 11,10    |
| 4     | Sherone Simpson            | Jamaika      | 11,15    |
| 5     | Maria Karastamati          | Griechenland | 11,20    |
| 6     | Lucimar Aparecida de Moura | Brasilien    | 11,27    |
| 7     | Marija Bolikowa            | Russland     | 11,31    |
| DOP   | Schanna Block              | Ukraine      |          |

## Finale

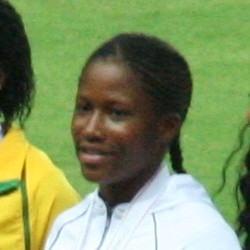
Weltmeisterin Lauryn Williams – 2004 war sie Olympiazweite

8. August 2005, 21:35 Uhr
Wind: +1,3 m/s
| Platz | Name               | Nation     | Zeit (s) |
| ----- | ------------------ | ---------- | -------- |
| 1     | Lauryn Williams    | USA        | 10,93    |
| 2     | Veronica Campbell  | Jamaika    | 10,95    |
| 3     | Christine Arron    | Frankreich | 10,98    |
| 4     | Chandra Sturrup    | Bahamas    | 11,09    |
| 5     | Me’Lisa Barber     | USA        | 11,09    |
| 6     | Sherone Simpson    | Jamaika    | 11,09    |
| 7     | Muna Lee           | USA        | 11,09    |
| 8     | Julija Neszjarenka | Belarus    | 11,13    |

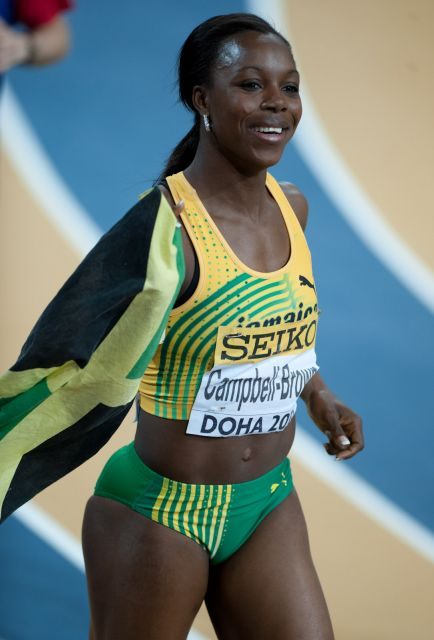
Vizeweltmeisterin wurde Veronica Campbell, 2004 Olympiadritte und Olympiasiegerin über 200 Meter
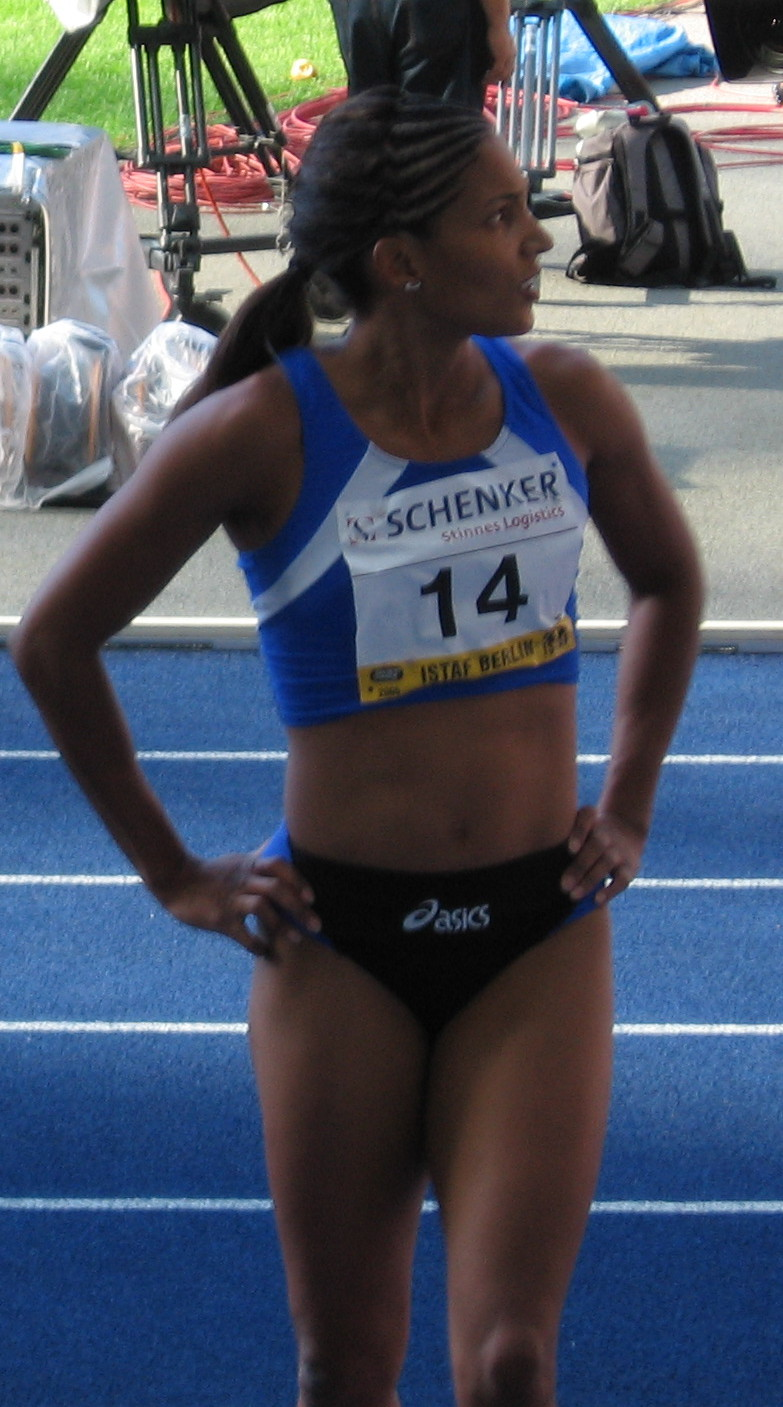
Bronze gab es wie vier Tage später über 200 Meter für Christine Arron, 1998 Europameisterin
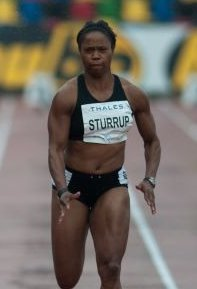
Chandra Sturrup, 2001 WM-Dritte und 2003 Vizeweltmeisterin, belegte Rang vier
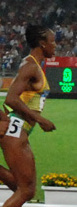
Sherone Simpson kam auf den sechsten Platz
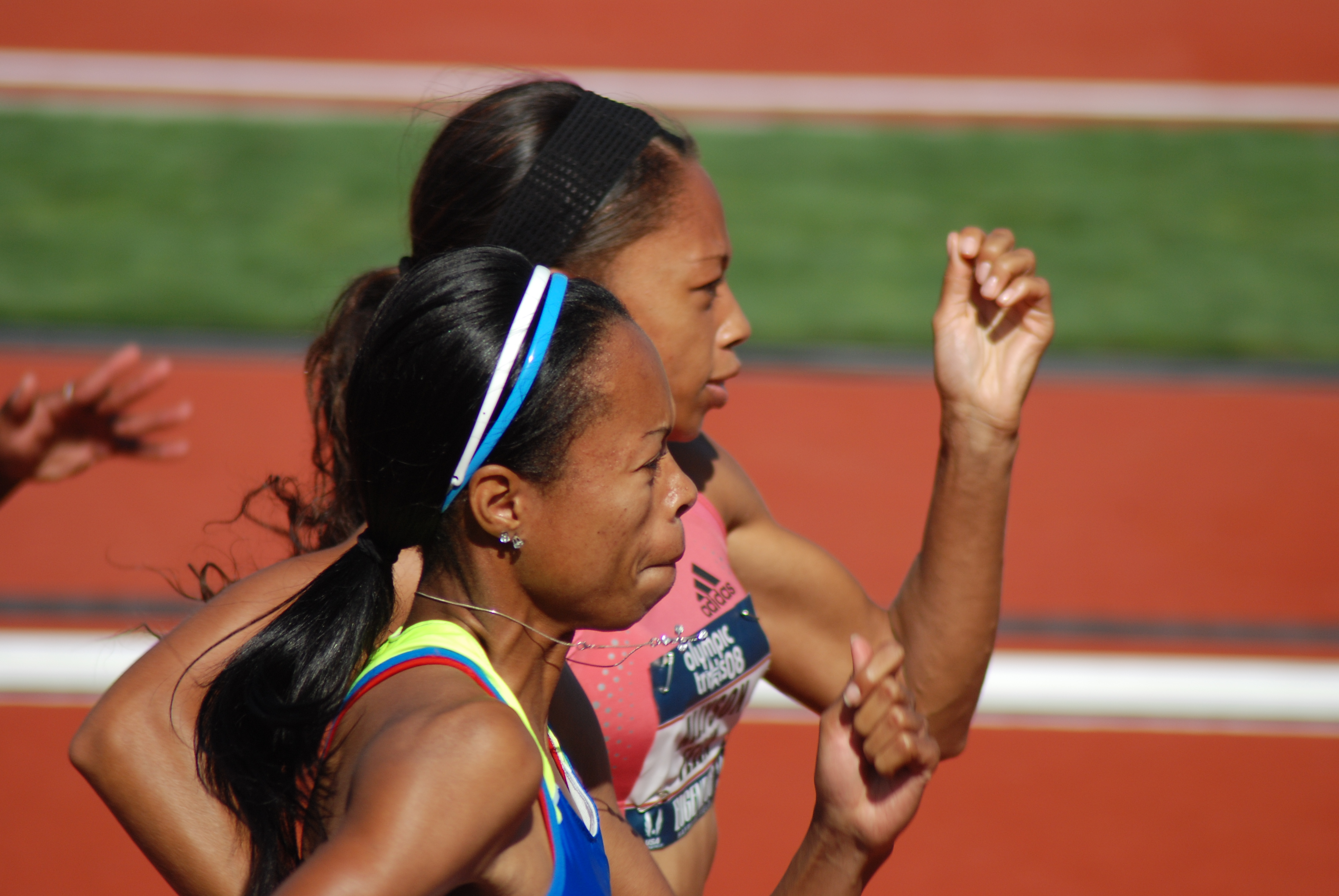
Muna Lee (vorne) erreichte Platz sieben
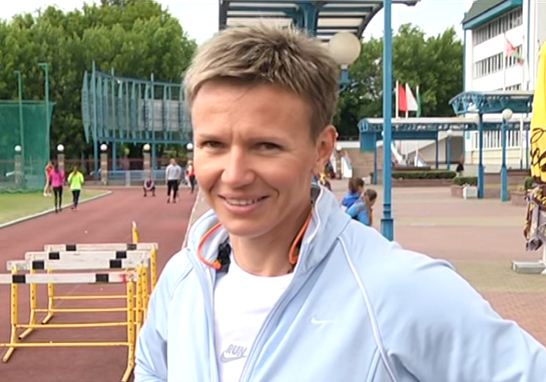
Rang acht für Julija Neszjarenka (hier im Jahr 2017)

## Video
- Athletics 2005 Helsinki WC – 100m women final, youtube.com, abgerufen am 5. Oktober 2020